# 市町村営水道用ダム

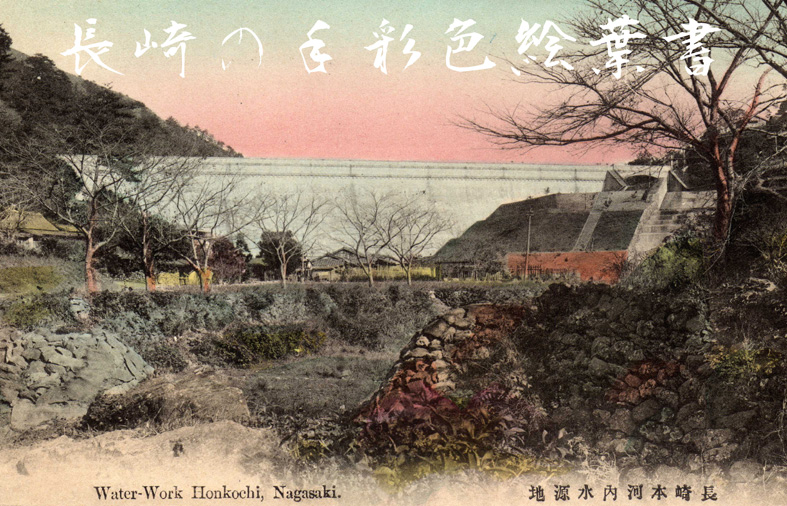
長崎本河内水源地（明治）

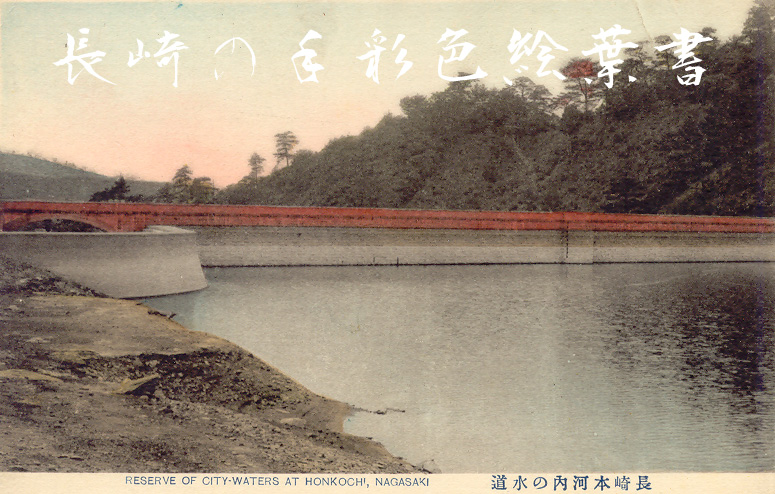
長崎本河内の水道（明治）

市町村営水道用ダム（しちょうそんえいすいどうよう－）は、水道の水源確保を目的とした市町村による運営のダム。
日本における近代ダムの歴史を切り開いたダムである。1891年に長崎市によって本河内高部ダムが建設されたのが日本で最初であり、その後1900年には重力式コンクリートダムとしては日本初となる布引五本松ダムが生田川に建設されている。両ダムはそれぞれ1982年（昭和57年）の昭和57年7月長崎豪雨や1995年（平成7年）の阪神・淡路大震災という記録的な大災害に見舞われながらも、多少の損害はあったものの大過なく現在を迎えている。
歴史的に貴重な建造物も多く、市民の憩いの場として公園整備されているダムもある。また、明治・大正期に建設されたダムは現在も市民の貴重な水源として、上水道を供給する現役の施設として稼動しているのがほとんどである。

## 主な市町村営水道用ダム
| 一次 支川 （本川） | 二次 支川          | 三次 支川 | ダム名            | 堤高 (m) | 総貯水 容量 (千m3) | 型式         | 事業者   | 備考                     |
| ------------------ | ------------------ | --------- | ----------------- | -------- | ------------------ | ------------ | -------- | ------------------------ |
| 声問川             | タツニウシュナイ川 | －        | 北辰ダム          | 32.0     | 6,700              | ロックフィル | 稚内市   | 日本最北端               |
| コタンケシ川       | コタンケシ川       | －        | 牧の内ダム        | 18.5     | 750                | 重力式       | 根室市   | 日本最東端               |
| 亀田川             | 笹流川             | －        | 笹流ダム          | 25.3     | 607                | バットレス   | 函館市   | 土木遺産                 |
| 名取川             | 広瀬川             | 青下川    | 青下第一ダム      | 17.4     | 114                | 重力式       | 仙台市   | 土木遺産                 |
| 名取川             | 広瀬川             | 青下川    | 青下第二ダム      | 17.4     | 264                | 重力式       | 仙台市   | 土木遺産                 |
| 名取川             | 広瀬川             | 青下川    | 青下第三ダム      | 17.7     | 212                | 重力式       | 仙台市   | 土木遺産                 |
| 那珂川             | 田野川             | 楮川      | 楮川ダム          | 35.0     | 1,970              | 重力式       | 水戸市   | －                       |
| 利根川             | 烏川               | 碓氷川    | 中木ダム          | 41.0     | 1,600              | 重力式       | 安中市   | －                       |
| 八ッ瀬川           | 八ッ瀬川           | －        | 時雨ダム          | 24.2     | 100                | ロックフィル | 小笠原村 | －                       |
| 谷根川             | 谷根川             | －        | 赤岩ダム          | 76.5     | 3,730              | 重力式       | 柏崎市   | －                       |
| 淀川               | 木津川             | 須川      | 須川ダム          | 31.5     | 797                | アーチ       | 奈良市   | －                       |
| 武庫川             | 川下川             | －        | 川下川ダム        | 45.0     | 2,750              | ロックフィル | 宝塚市   | －                       |
| 武庫川             | 船坂川             | －        | 丸山ダム (兵庫県) | 31.0     | 2,442              | 重力式       | 西宮市   | －                       |
| 武庫川             | 羽束川             | －        | 千苅ダム          | 42.4     | 11,717             | 重力式       | 神戸市   | 土木遺産                 |
| 生田川             | 生田川             | －        | 布引五本松ダム    | 33.3     | 417                | 重力式       | 神戸市   | 国の重要文化財           |
| 遠賀川             | 黒川               | －        | 畑ダム            | 43.3     | 7,349              | 重力式       | 北九州市 | －                       |
| 室見川             | 八丁川             | －        | 曲渕水源地        | 45.0     | 2,608              | 重力式       | 福岡市   | 土木遺産                 |
| 那珂川             | 那珂川             | －        | 脊振ダム          | 43.0     | 4,500              | ロックフィル | 福岡市   | －                       |
| 中島川             | 中島川             | －        | 本河内高部ダム    | 18.9     | 496                | 重力式       | 長崎市   | 国の重要文化財・土木遺産 |
| 中島川             | 本河内川           | －        | 本河内低部ダム    | 28.3     | 634                | 重力式       | 長崎市   | 国の重要文化財・土木遺産 |